# 53 v. Chr.
Portal Geschichte | Portal Biografien | Aktuelle Ereignisse | Jahreskalender | Tagesartikel

◄ |
2. Jahrhundert v. Chr. |
1. Jahrhundert v. Chr. |
1. Jahrhundert |
►

◄ | 70er v. Chr. | 60er v. Chr. | 50er v. Chr. | 40er v. Chr. |
30er v. Chr. |
►

◄◄ | ◄ | 56 v. Chr. | 55 v. Chr. | 54 v. Chr. | 53 v. Chr. |
52 v. Chr. |
51 v. Chr. |
50 v. Chr. |
► |
►►
Staatsoberhäupter

## Ereignisse
- Zweiter Rheinübergang Caesars. Er gewinnt die germanischen Ubier als Bundesgenossen. Nach der Unterwerfung der gallischen Nobilität scheint ganz Gallien befriedet.

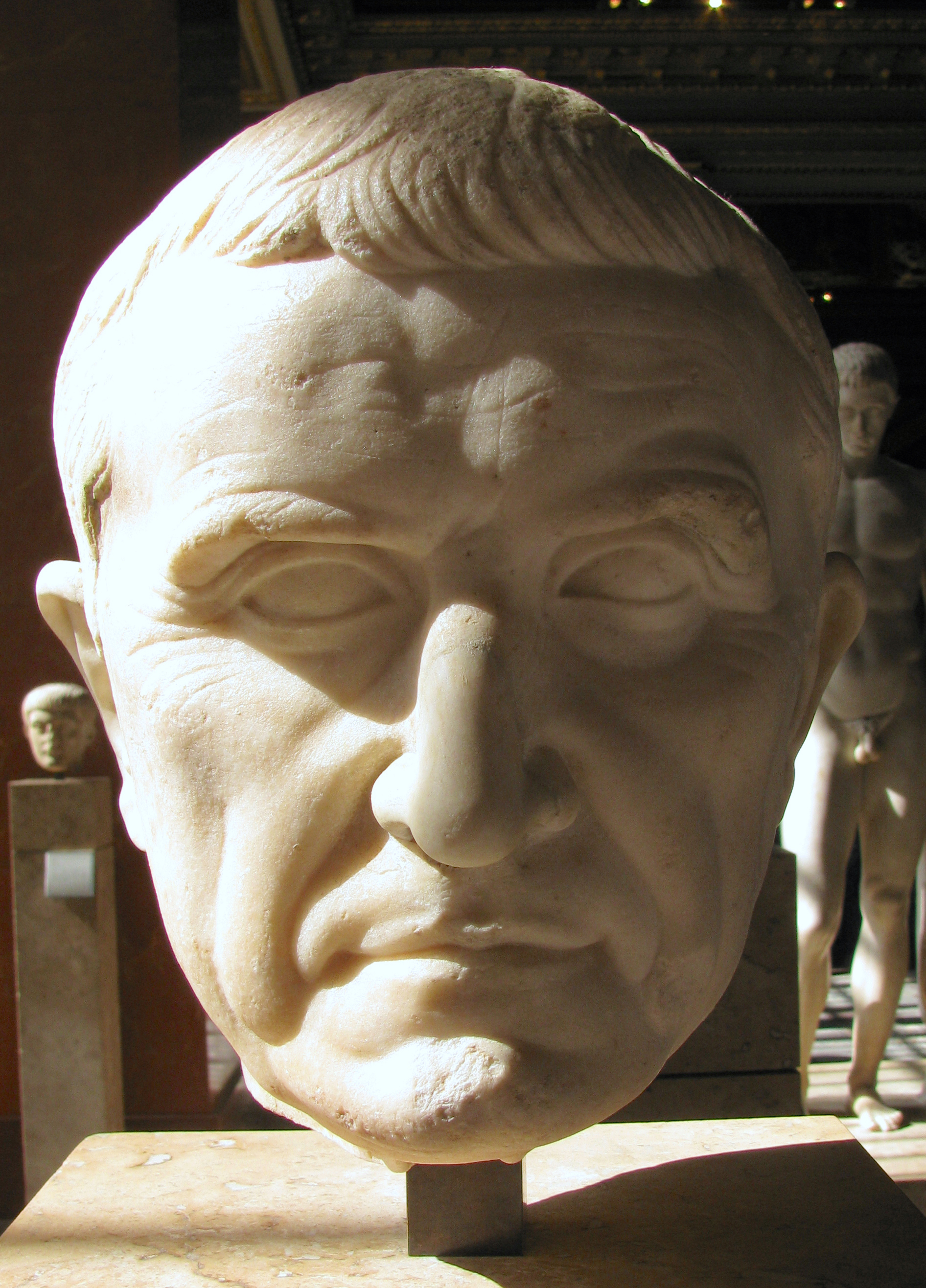
Marcus Licinius Crassus

- Schlacht bei Carrhae: Crassus fällt im Kampf gegen die Parther unter deren Feldherren Surenas.

## Geboren
- um 53 v. Chr.: Aristobulos, hasmonäischer Prinz († 36 v. Chr.)

## Gestorben
- Juni: Publius Licinius Crassus, römischer Feldherr
- Acco, Fürst der Senonen
- Marcus Licinius Crassus, römischer Politiker (* 115 oder 114 v. Chr.)
- Indutiomarus, Fürst der Treverer
- Gaius Scribonius Curio, römischer Politiker